# Собрал-де-Монте-Аграсу (парафія)
Собрал-де-Монте-Аграсу (порт. Sobral de Monte Agraço; МФА: [su.ˈbɾaɫ dɨ ˈmõ.tɨ ɐ.ˈgɾa.su]) — парафія в Португалії, у муніципалітеті Собрал-де-Монте-Аграсу. Розташована в західній частині країни, на теренах історичної португальської провінції Ештремадура. Входить до складу округу Лісабон. За адміністративним поділом, чинним до 1976 року, терени парафії були складовою провінції Ештремадура. Належить до Лісабонського патріархату Католицької церкви. Патрон — Ісус Христос. Площа — 8,6968 км². Населення — 3406 ос. (2011). Слабо урбанізований регіон. Густота населення — 391,64 осіб/км²
. Код — 111203.

## Населення
| Кількість мешканців | Кількість мешканців | Кількість мешканців | Кількість мешканців | Кількість мешканців | Кількість мешканців | Кількість мешканців | Кількість мешканців | Кількість мешканців | Кількість мешканців | Кількість мешканців | Кількість мешканців | Кількість мешканців | Кількість мешканців | Кількість мешканців |
| ------------------- | ------------------- | ------------------- | ------------------- | ------------------- | ------------------- | ------------------- | ------------------- | ------------------- | ------------------- | ------------------- | ------------------- | ------------------- | ------------------- | ------------------- |
| 1864                | 1878                | 1890                | 1900                | 1911                | 1920                | 1930                | 1940                | 1950                | 1960                | 1970                | 1981                | 1991                | 2001                | 2011                |
| 1 089               | 1 122               | 1 303               | 1 372               | 1 368               | 1 223               | 1 454               | 1 479               | 1 593               | 1 793               | 1 859               | 2 144               | 2 121               | 2 937               | 3 406               |